# 4335 Verona
4335 Verona (1983 VC7) là một tiểu hành tinh vành đai chính được phát hiện ngày 1 tháng 11 năm 1983 ở Giordano Bruno Observatory ở Cavriana. Tênd after the Italian city in which the observers (Luciano Lai, Ivano Rocchetti và Giordano Vesentini) were born.